# Epopé
Epopé är en form av epos.
Romarna imiterade de homeriska mönstren, och deras främsta epos, Vergilius Æneid, blev i sin ordning förebild för det långt senare historiska epos (den klassiska eller pseudoklassiska epopén), som på 1500–1700-talen behandlade historiska motiv. Bland dess företrädare märks Ronsard (La Françiade), Voltaire (La Henriade), Gyllenborg (Tåget öfver Bält) och fru Nordenflycht (Konung Carl Gustafs tåg öfver Bält).